# Lanfeust de Troy
Lanfeust de Troy és una sèrie de còmics escrita per Christophe Arleston i dibuixada per Didier Tarquin. Va ser publicat per Soleil Productions entre 1994 i 2000. És un dels majors èxits francesos del gènere de fantasia heroica, i ha contribuït molt a construir la notorietat de l'editorial Soleil creada per Mourad Boudjellal.
Aquest és el primer cicle de les aventures de Lanfeust, un aprenent de ferrer que viu al món màgic de Troy que decideix emprendre una recerca iniciàtica després de descobrir que té un poder extraordinari.
A força del seu èxit, el món de Troy ha estat declinat en diverses sèries addicionals, seguint les aventures dels mateixos personatges a Lanfeust des Étoiles, Lanfeust Odyssey i Gnomes de Troy o les d'altres herois d'aquest món, com ara Trolls de Troy, Les Conquérants de Troy i Les Légendes de Troy.

## Resum de la història
Troy és un planeta poblat per humans, trolls i altres criatures més o menys monstruoses:
- Gairebé tots els humans tenen un poder màgic, que va des de fer créixer el cabell i trencar les dents, fins a fondre metall i caminar sobre l'aigua. Aquests dons només requereixen una condició, la de no allunyar-se massa d'un savi d'Eckmül, un mag que ha renunciat voluntàriament al seu propi poder per transmetre el dels altres.
- Els trolls són criatures salvatges segons els humans, però força civilitzats des del seu propi punt de vista. Cacen gairebé qualsevol cosa que estigui al seu abast. Físicament molt forts, només temen unes poques coses, inclosa l'aigua, que podria, per a la seva gran desgràcia, rentar-les.

Tot comença quan Lanfeust, un aprenent de ferrer amb el poder de fondre el metall, adquireix l'espasa màgica del cavaller Or-Azur, l'empunyadura del qual està feta amb l'ivori d'una criatura fantàstica, el Magohamoth. Aquest contacte li dona poder absolut, és a dir, tots els poders de manera independent, sense necessitat de relés. Aleshores, el savi del poble, el mestre Nicolède, li va proposar anar a Eckmül, capital del coneixement del món de Troy, per tal d'explicar aquest fet tan singular. Aleshores marxen, acompanyats de les dues filles del savi, la maliciosa Cixi i la bella C'ian, promesa de Lanfeust. Al llarg del camí, es troben amb el troll Hébus, que, domesticat per un encantament de Nicolède, els acompanya en la seva recerca. Aleshores s'enfronten al pirata Thanos, també sensible a l'ivori de Magohamoth, però les ambicions del qual van molt més enllà de les del seu ferrer enemic.

## L'univers de Troy
El món de Lanfeust de Troy, format només per unes quantes grans regions a la recerca original, es desenvolupa a mesura que viatgen els diferents herois, en particular Teträm o Page Blanche, respectivament personatges principals dels Trolls de Troy i Les Conquérants de Troy. Els autors també han escrit i dibuixat enciclopèdies independents relacionades amb aquest món, com el seu bestiari o una guia per entendre els trolls.
Amb la sèrie Lanfeust des étoiles apareixen nous planetes associats a partir d'ara amb tot l'univers de Troy, que inclou centenars de galàxies.

## Els àlbums

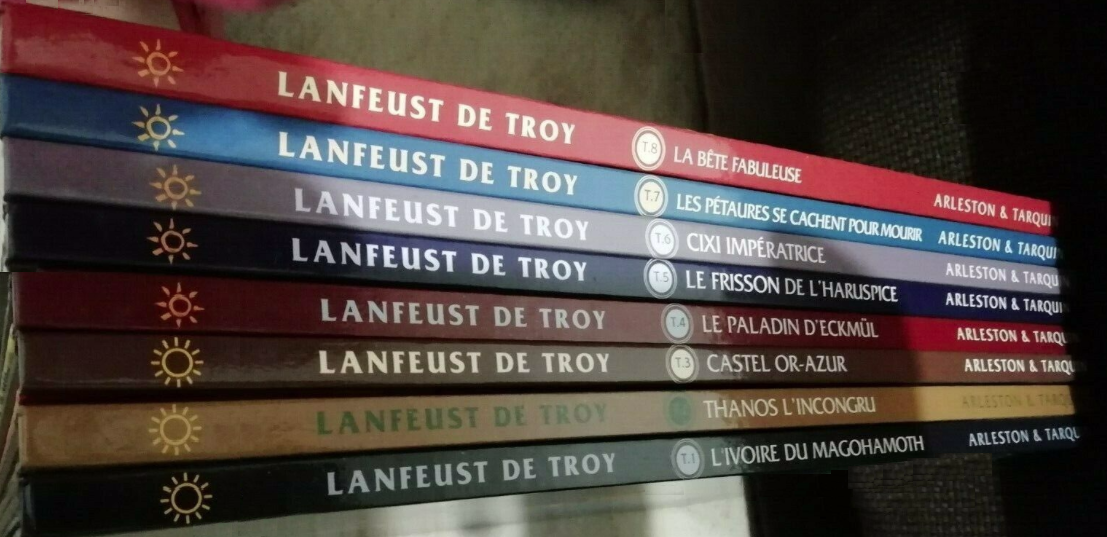
Lanfeust de Troy, 1 a 8.